# بينالاوريا
بلدية بنو الحوارية أو (نقحرة: بينالاوريا) (بالإسبانية: Benalauría) هي بلدية تقع في مقاطعة مالقة التابعة لمنطقة أندلوسيا جنوب إسبانيا.

## الديموغرافيا
بلغ عدد سكان بلدية بنو الحوارية 514 نسمة عام 2011 (وفقاً للمعهد الوطني الإسباني للإحصاء).
| 521 | 504 | 470 | 474 | 466 | 503 | 514 |